# Fatty’s Tintype Tangle
Fatty’s Tintype Tangle – amerykański niemy film z 1915 roku w reżyserii Roscoego 'Fatty’ego Arbuckle

## Obsada
- Roscoe Arbuckle
- Louise Fazenda
- Norma Nichols

## Wyróżnienia
| Rok wpisania | National Film Registry |
| ------------ | --- |
| 1995         | Lista filmów budujących dziedzictwo kulturalne USA utworzona przez National Film Preservation Board i przechowywana w Bibliotece Kongresu Stanów Zjednoczonych |